# Vlaams Bouwmeester
De Vlaams Bouwmeester is een in 1998 door de regering-Van den Brande IV in het leven geroepen functie om het architectuurbeleid in Vlaanderen vorm te geven.

## Doelstelling
Het bouwmeesterschap heeft als doel: "het bevorderen van de architectuurkwaliteit van de gebouwde omgeving, opgevat als een synthese van kwaliteiten op het vlak van stedenbouwkundige omgeving, gebruik en beleving, beeldwaarde, bouwtechniek, energie- en kostenbeheer, enzovoort. Deze inzet wordt geconcretiseerd in de begeleiding van opdrachtgevers bij publieke en publiek-private projecten op het vlak van het ontwerpen en realiseren van gebouwen, publieke ruimte, landschap en infrastructuur, en dit steeds in relatie tot de veranderende maatschappelijke uitdagingen en vanuit een transversaal perspectief van samenwerking met de betrokken actoren en sectoren."
De Vlaamse Bouwmeester heeft de leiding over een team van een 15-tal medewerkers, die instaan voor de dagelijkse opvolging van projecten. Kerntaken zijn 
- de ondersteuning en begeleiding van publieke bouwheren in het kader van concrete opgaven
- het actief bijdragen tot visievorming en reflectie, resulterend in beleidsadvies en initiatieven omtrent maatschappelijke uitdagingen en hun implicaties en mogelijkheden op het vlak van kwaliteitsvol ontwerpen en bouwen.[2]

Een van de belangrijkste taken van de Vlaamse Bouwmeester is het selecteren van ontwerpers voor overheidsopdrachten. Met de Open Oproep wordt er twee keer per jaar een lijst met projecten gepubliceerd waarvoor ontwerpers zich kandidaat kunnen stellen. Na een interne selectie wordt er samen met de opdrachtgever een beperkte studieopdracht toegekend aan vijf geselecteerde kandidaten. Deze kandidaten werken een visie uit voor het desbetreffende project, waarna de opdrachtgever een ontwerper selecteert waarmee hij het vervolgtraject zal vervolledigen.

## Hervorming
Het regeerakkoord 2014-2019 van de regering-Bourgeois bepaalde dat de Bouwmeester, na afloop van het huidige mandaat, vervangen zou worden door een adviserend Bouwmeestercollege binnen het departement Ruimtelijke Ordening. Op die beslissing kwam kritiek vanuit de sector, en de regering keerde op haar stappen terug. In juni 2015 keurde de Vlaamse Regering regering-Bourgeois een conceptnota goed over het vernieuwd bouwmeesterschap. Dit laatste is voortaan drieledig: de Bouwmeester wordt geflankeerd door het Team Vlaams Bouwmeester én door een expertengroep. Deze laatste fungeert als kwaliteitskamer en klankbord, en draagt bij tot de versterking van het draagvlak voor het bouwmeesterschap.

## Functiebekleders
- Architect bOb Van Reeth werd in januari 1998 als eerste Vlaamse Bouwmeester aangesteld door de toenmalige minister Vlaams Minister van Financiën, Begroting en Gezondheidsbeleid Wivina Demeester. Van Reeth verkoos om niet zelf in te staan voor het ontwerpen van het overheidspatrimonium. Dit zou een te nadrukkelijke en herkenbare stempel drukken op de overheidsgebouwen, waardoor deze steeds met een specifiek mandaat en een specifieke bouwmeester verbonden zouden zijn. In de plaats daarvan schetste men in grote lijnen een ambitie waaraan verschillende doelstellingen werden gekoppeld. Voor elke doelstelling werd een instrument op maat ontwikkeld.
- Op 1 juni 2005 trad Marcel Smets in functie.
- Op 1 juli 2010 werd Peter Swinnen, mede-oprichter van het het Brusselse architectenkantoor 51N4E, aangesteld als derde Vlaamse Bouwmeester. Zijn mandaat zou normaal tot juni 2015 lopen, maar op 3 februari 2015 werd hij door de Vlaamse Regering met onmiddellijke ingang ontslagen, zogenaamd wegens belangenvermenging.[4][5] Anderen zagen achter het ontslag eerder een politieke agenda. In 2018 oordeelde het arbeidshof dat het ontslag om dringende redenen ongegrond was.[6][7]  Stefan Devoldere was waarnemend Vlaams Bouwmeester van februari 2015 tot en met augustus 2016.
- Op 1 september 2016 werd Leo Van Broeck aangesteld als nieuwe Vlaamse Bouwmeester.[8]
- Op 17 augustus 2020 nam Erik Wieërs de functie op.[9]